# Generali Open Kitzbühel 2021
Generali Open Kitzbühel 2021 byl profesionální tenisový turnaj pořádaný jako součást mužského okruhu ATP Tour, který se hrál na otevřených antukových dvorcích Tennis Stadium Kitzbühel. Probíhal mezi 24. až 31. červencem 2021 v rakouském alpském letovisku Kitzbühel jako sedmdesátý sedmý ročník turnaje.
Turnaj s rozpočtem 481 270 eur se řadil do kategorie ATP Tour 250. Nejvýše nasazeným hráčem ve dvouhře se stal čtrnáctý tenista světa Casper Ruud. Jako poslední přímý účastník do singlové soutěže nastoupil 107. hráč žebříčku, Španěl Pedro Martínez, jenž postoupil až do finále.
Páté turnajové vítězství na okruhu ATP Tour vybojoval Nor Casper Ruud, jenž po triumfech v Båstadu a Gstaadu získal třetí trofej v rozmezí tří týdnů. Čtyřhru ovládli Rakušané startující na divokou kartu Alexander Erler a Lucas Miedler, kteří si odvezli premiérové kariérní tituly.

## Rozdělení bodů a finančních odměn

### Rozdělení bodů
| Soutěž  | vítězové | finalisté | semifinalisté | čtvrtfinalisté | 16 v kole | 32 v kole | Q  | Q2 | Q1 |
| ------- | -------- | --------- | ------------- | -------------- | --------- | --------- | -- | -- | -- |
| dvouhra | 250      | 150       | 90            | 45             | 20        | 0         | 12 | 6  | 0  |
| čtyřhra | 250      | 150       | 90            | 45             | 0         | —         | —  | —  | —  |

### Finanční odměny
| Soutěž                                | vítězové | finalisté | semifinalisté | čtvrtfinalisté | 16 v kole | 32 v kole | Q2      | Q1      |
| ------------------------------------- | -------- | --------- | ------------- | -------------- | --------- | --------- | ------- | ------- |
| dvouhra                               | 41 145 € | 29 500 €  | 21 000 €      | 14 000 €       | 9 000 €   | 5 415 €   | 2 645 € | 1 375 € |
| čtyřhra                               | 15 360 € | 11 000 €  | 7 250 €       | 4 710 €        | 2 760 €   | —         | —       | —       |
| částka ve čtyřhrách je uvedena na pár |          |           |               |                |           |           |         |         |

## Mužská dvouhra

### Nasazení
| Stát                             | Hráč                  | ATP | Nasazení |
| -------------------------------- | --------------------- | --- | -------- |
| Norsko                           | Casper Ruud           | 14. | 1.       |
| Španělsko                        | Roberto Bautista Agut | 16. | 2.       |
| Srbsko                           | Filip Krajinović      | 34. | 3.       |
| Španělsko                        | Albert Ramos-Viñolas  | 43. | 4.       |
| Argentina                        | Federico Delbonis     | 46. | 5.       |
| Srbsko                           | Laslo Djere           | 52. | 6.       |
| Slovinsko                        | Aljaž Bedene          | 58. | 7.       |
| Francie                          | Richard Gasquet       | 59. | 8.       |
| Španělsko                        | Jaume Munar           | 67. | 9.       |
| Španělsko                        | Carlos Alcaraz        | 73. | 10.      |
| Žebříček ATP k 19. červenci 2021 |                       |     |          |

### Jiné formy účasti
Následující hráči obdrželi divokou kartu do hlavní soutěže:
- Alexander Erler
- Dennis Novak
- Thiago Seyboth Wild

Následující hráč nastoupil z pozice náhradníka:
- Arthur Rinderknech

Následující hráč obdržel zvláštní výjimku:
- Daniel Altmaier

Následující hráči postoupili z kvalifikace:
- Ernests Gulbis
- Jozef Kovalík
- Lukas Neumayer
- Holger Rune

Následující hráči postoupili z kvalifikace jako šťastní poražení:
- Carlos Taberner
- Mario Vilella Martínez

### Odhlášení
před zahájením turnaje
- Aljaž Bedene → nahradil jej  Carlos Taberner
- Richard Gasquet → nahradil jej  Mario Vilella Martínez
- Dušan Lajović → nahradil jej  Arthur Rinderknech
- Corentin Moutet → nahradil jej  Mikael Ymer
- Lorenzo Musetti → nahradil jej  Radu Albot
- Jo-Wilfried Tsonga → nahradil jej  Lucas Pouille

## Mužská čtyřhra

### Nasazení
| Stát                                                                        | Hráč           | Stát       | Hráč             | ATP  | Nasazení |
| --------------------------------------------------------------------------- | -------------- | ---------- | ---------------- | ---- | -------- |
| Bosna a Hercegovina                                                         | Tomislav Brkić | Srbsko     | Nikola Ćaćić     | 99.  | 1.       |
| Monako                                                                      | Hugo Nys       | Itálie     | Andrea Vavassori | 131. | 2.       |
| Česko                                                                       | Roman Jebavý   | Nizozemsko | Matwé Middelkoop | 147. | 3.       |
| Uruguay                                                                     | Ariel Behar    | Argentina  | Guillermo Durán  | 166. | 4.       |
| Žebříček ATP k 19. červenci 2021; číslo je součtem umístění obou členů páru |                |            |                  |      |          |

### Jiné formy účasti
Následující páry obdržely divokou kartu do hlavní soutěže:
- Alexander Erler /  Lucas Miedler
- Neil Oberleitner /  Tristan-Samuel Weissborn

Následující pár nastoupil pod žebříčkovou ochranou:
- Marc López /  Jaume Munar

### Odhlášení
před zahájením turnaje
- Sander Arends /  David Pel → nahradili je  David Pel /  Arthur Rinderknech
- Ariel Behar /  Gonzalo Escobar → nahradili je  Ariel Behar /  Guillermo Durán
- Pablo Cuevas /  Fabrice Martin → nahradili je  Pablo Cuevas /  Thiago Seyboth Wild

## Přehled finále

### Mužská dvouhra
- Casper Ruud vs.  Pedro Martínez, 6–1, 4–6, 6–3

### Mužská čtyřhra
- Alexander Erler /  Lucas Miedler vs.  Roman Jebavý /  Matwé Middelkoop, 7–5, 7–6(7–5)